# ミニットマン

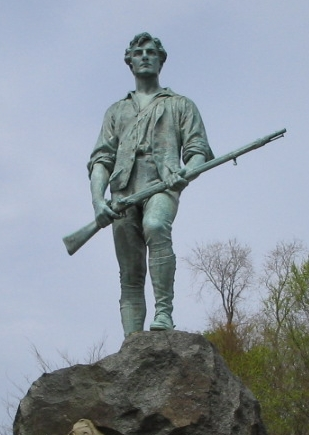
レキシントン (マサチューセッツ州)のミニットマン像

ミニットマン（英: Minutemen）とは、アメリカ独立戦争でパトリオットと共闘した民兵。名前は、「招集されると約1分（1minute）で準備を整える」ということに由来する。

## 概要
当時は独立戦争の裏でアメリカ大陸の開拓も行っていた。幼少期からアメリカ人男子は独立戦争や開拓で必要な食料となる肉を狩猟で得ていたため、銃の射撃術を習得している者が多かった。またアメリカ先住民の持つ生活の知恵を借用し、衣類や道具類に関しても軽量簡素で目立たないものを好んで利用していた。以上の理由から、潜在的に狙撃能力を備えた者が多数存在したと思われる。

## 銃
彼らが使用していた猟銃は、入植当初こそドイツ製が主流を占めていたものの、次第にアメリカ大陸東部の森林地帯に適合するような改造が施され、戦争開始時には弾丸の種類こそ旧式の球状ではあったが、その初速は731メートル/秒を超えるまでになった。対野牛用に銃身内部に螺旋の溝を施したことで、イギリス軍の使用するライフルよりも射程が長く命中精度や威力の高いライフルの開発に成功していた。

## 軍事行動
主に「単独から数人程の小規模な部隊による狙撃」を行っていたため、狩猟経験さえあれば参戦が可能だった。しかし「当時の猟銃は装填に時間がかかる前装式」や「正規の軍事訓練を受けていない」等の理由で、平地での野戦では惨敗だった。従って最も活躍したのは、東部諸州での森林戦だった。森の地形を熟知した彼らは、ゲリラ戦によってイギリス軍に甚大な被害をもたらした。

## その他
- 20世紀以降、アメリカ合衆国で複数の保守系政治団体が「ミニットマン」を名乗っているが、上記民兵とは直接のつながりはない。
  - 1960年代にロバート・ボリバー・デピュー（Robert Bolivar DePugh）によって創立された反共産主義団体。（en:Minutemen (anti-Communist organization)）
  - 2005年に、アメリカ＝メキシコ国境を越える不法移民を監視する目的で作られた団体（en:Minuteman Project）
  - 2000年代に、不法移民を監視する目的で作られた団体（en:Minuteman Civil Defense Corps）
- ミサイルの「ミニットマン」および飲料の「ミニッツメイド」の名称の由来にもなっている。
- アメリカ海軍の第55艦隊兵站支援飛行隊（VR-55）は迅速な航空輸送を任務とすることから、部隊愛称としてミニットメンを冠している。
- Fallout 4の一勢力「ミニッツメン」の由来。